# James Abercromby
James Abercromby, 1. baron Dunfermline (ur. 7 listopada 1776 w Tullibody, zm. 17 kwietnia 1858 w Colinton House, w hrabstwie Midlothian) – brytyjski prawnik i polityk, członek stronnictwa wigów, minister w rządach lorda Greya i William Lamb, 2. wicehrabia Melbourne.
Był trzecim synem generała sir Ralpha Abercromby'ego, i córki Johna Menziesa. Wykształcenie odebrał w Royal High School w Edynburgu. W 1800 r. rozpoczął praktykę adwokacką. Rok później został komisarzem upadłościowym, a następnie audytorem księcia Devonshire. W 1807 r. został wybrany do Izby Gmin jako reprezentant okręgu Midhurst. Od 1812 r. reprezentował okręg wyborczy Calne. W latach 1832–1839 był deputowanym z okręgu Edinburgh.
W 1827 r. został najwyższym sędzią wojskowym. W latach 1830–1832 był baronem Skarbu Szkocji. W 1834 r. był przez kilka miesięcy zarządcą mennicy. W latach 1835–1839 był speakerem Izby Gmin. Zrezygnował z powodu złego stanu zdrowia. Następnie otrzymał tytuł 1. barona Dunfermline i zasiadł w Izbie Lordów.
14 czerwca 1802 r. poślubił Mary Anne Leigh, córkę Egertona Leigha. Miał z nią jednego syna, Ralpha, późniejszego 2. barona Dunfermline.